# Zsófia
A Zsófia görög eredetű női név, jelentése: bölcsesség.

## Rokon nevek
- Szofi:[1] a Szófia és a Zsófia név francia formájából származik.[3]
- Szófia:[1] a Zsófia görög eredetihez közel álló alakja.[3]
- Szonja:[1] a Szófia orosz beceneve.[3]
- Zsófi:[1] a Zsófia magyar becézője.[2]
- Zsóka:[1] a Zsófia és az Erzsébet beceneve.[2]
- Szofianna:[1] a Szofi és az Anna nevek összekapcsolása.
- Szofia:[1] a Szófia alakváltozata.
- Szofiana

## Becenevek
Zsófi, Zsófika, Zsófica, Zsófka, Fi, Fifi, Szofi, Szofika, Szofka

## Gyakorisága
A Zsófia igen gyakori név volt Magyarországon a 16-18. században. A 20. században vesztett a népszerűségéből, de az 1990-es években ismét igen gyakori név lett, a 2000-es években 4-9. leggyakoribb női név.
A Szofi és a Zsófi szórványos, a Zsóka igen ritka név volt az 1990-es években, a 2000-es években nem szerepelnek a 100 leggyakoribb női név között.
A Szófia szórványos, a Szonja ritka név volt az 1990-es években, a 2000-es években a Szonja a 47-78. leggyakoribb női név, a Szófia 2009-ben a 97. helyen szerepelt.

## Névnapok
Zsófia, Zsófi
- április 30.[2]
- május 15.[2]
- május 24.[2]
- május 25.[2]
- augusztus 1.[2]
- szeptember 17.[2]
- szeptember 30.[2]

Zsóka
- május 6.[2]
- július 8.[2]

Szófia, Szofi
- április 30.[3]
- május 15.[3]
- május 24.[3]
- május 25.[3]
- szeptember 17.[3]
- szeptember 30.[3]

Szonja
- május 15.[3]

## Híres Zsófiák, Zsókák, Zsófik, Szófiák, Szonják, Szofik, Szofiannák és Szofiák

### Magyarok
- Balduin Dorottya Zsófia írónő
- Balla Zsófia költő
- Bán Zsófia irodalmár
- Báthory Zsófia, I. Rákóczi Ferenc édesanyja
- Bosnyák Zsófia a sztrecsnói várúrnő
- Chotek Zsófia grófnő, Ferenc Ferdinánd osztrák-magyar trónörökös felesége
- Dénes Zsófia író, újságíró
- Dobos Zsófia író
- Farkas Zsófia szobrászművész
- Fegyverneky Zsófia magyar kosárlabdázó
- Fodor Zsóka színésznő
- Gubacsi Zsófia teniszezőnő
- Habsburg–Lotaringiai Margit Zsófia főhercegnő
- Havas Szófia orvos, politikus
- Illésházy Zsófia Illésházy Tamás leánya, Esterházy Ferenc felesége
- Kanyicska Zsófia filmrendező
- Kapócs Zsóka szépségkirálynő, modell
- Károlyfi Zsófia festőművész, író
- Loozi Zsófia, Géza herceg felesége, Könyves Kálmán anyja
- Mária Zsófia bajor hercegnő
- Méray-Horváth Zsófia műkorcsolyázónő
- Nkuya Sonia énekesnő
- Oroszlán Szonja színésznő
- Polgár Zsófia sakkozó
- Rácz Zsófia válogatott labdarúgó
- Szabó Zsófia színésznő, műsorvezető
- Tallér Zsófia zeneszerző
- Tell Zsófia válogatott labdarúgó
- Torma Zsófia régész
- Zsófia (1045/1050–1095) szász hercegné, előtte magyar királyi hercegnő, I. Béla magyar király leánya
- Zsófia (1100 k. – 1125 u.) magyar királyi hercegnő, Kálmán magyar király leánya
- Zsófia (1136 – 1161 u.) magyar királyi hercegnő, II. Béla magyar király leánya

### Külföldiek
- Sofia Arvidsson svéd teniszező
- Sofia Coppola amerikai filmrendező, színésznő
- Sonia Aquino olasz színésznő
- Sonia Delaunay orosz származású francia festő, textiltervező
- Sonia Gandhi olasz születésű indiai politikus
- Sonia Todd ausztrál színésznő
- Sonja Henie norvég műkorcsolyázó
- Sophie Bremmer amerikai színésznő
- Sophia Bush amerikai színésznő
- Sophie Ellis-Bextor angol énekesnő
- Sophie Ferguson ausztrál teniszező
- Sophie Germain francia matematikus
- Sophie Herbrecht francia válogatott kézilabdázó
- Sophia Loren olasz filmszínésznő
- Sophie Marceau francia filmszínésznő
- Sophie Monk ausztrál énekesnő, színésznő
- Szofja Kovalevszkaja orosz matematikus
- Szonja Haraldsen Norvégia királynéja

- Zsófia (1818–1877) holland királyné, előtte württembergi királyi hercegnő
- Zsófia (1836–1913) svéd királyné, előtte nassaui hercegnő
- Zsófia (1870–1932) görög királyné, előtte porosz királyi hercegnő
- Zsófia (1885–1936) albán fejedelemné
- Zsófia (1938–) spanyol királyné, előtte görög és dán királyi hercegnő
- Zsófia (1801–1865) badeni nagyhercegné, előtte svéd királyi hercegnő
- Zsófia (1855–1857) osztrák főhercegnő, I. Ferenc József leánya
- Zsófia Friderika (1805–1872) osztrák főhercegné, I. Ferenc József anyja
- Zsófia Sarolta (1847–1897) bajor hercegnő